# Tahakay

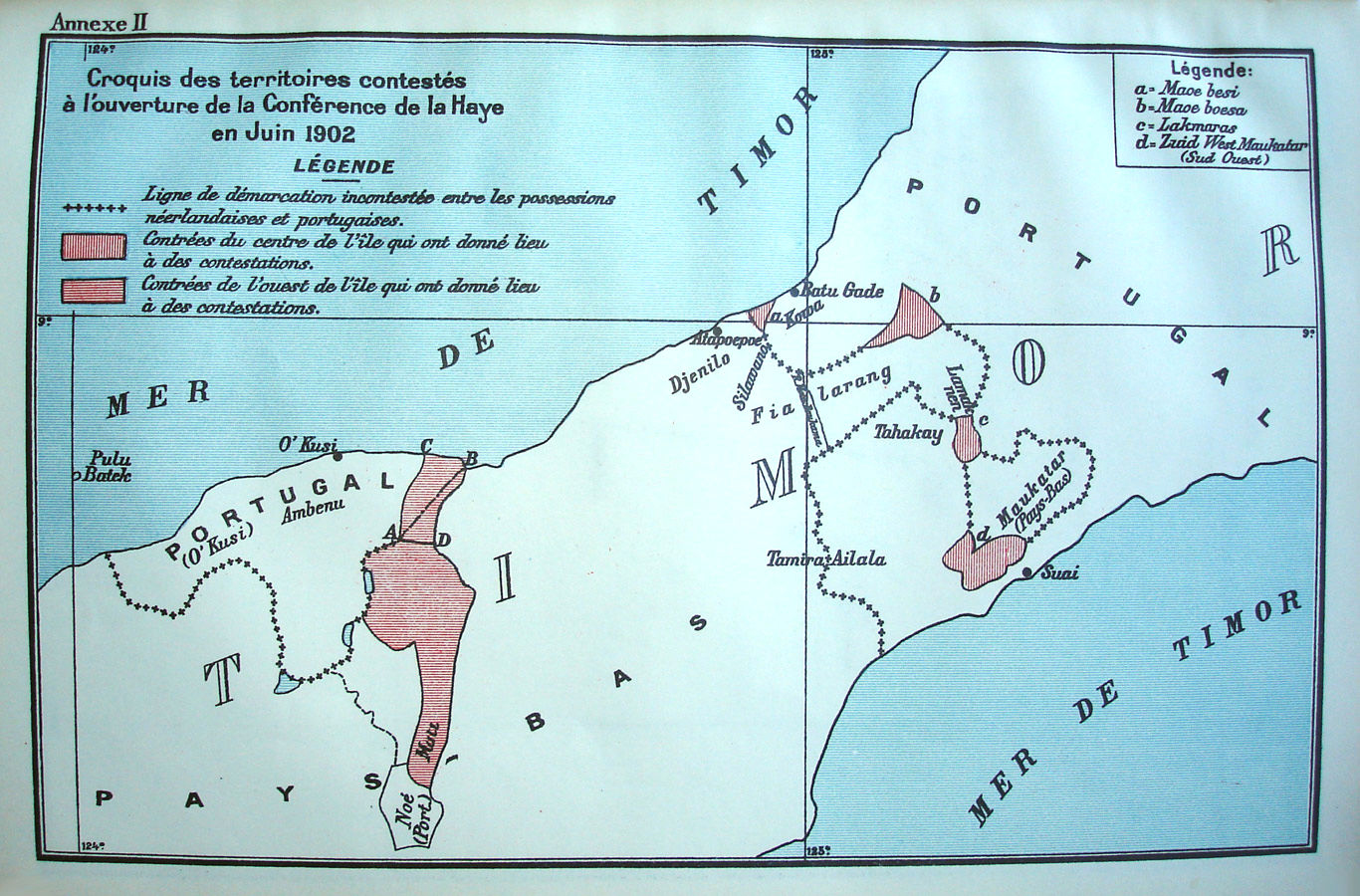
Kartenserie zum Schiedsspruch des Ständigen Schiedshofs vom 25. Juni 1914 zu den Grenzen auf Timor

Tahakay (Tahakai, Tafakay, Takay) war ein traditionelles Reich der Bunak in Zentraltimor.

## Geschichte
Nach dem Vertrag von Lissabon (1859) fiel Tahakay unter die Oberhoheit von Portugal. Später kam es jedoch zum Bunak-Reich von Lamaknen, das unter niederländischer Oberhoheit stand. Portugal wehrte sich gegen diesen Verlust und forderte in Verhandlungen mit den Niederlanden 1902 daher die gesamten niederländischen Gebiete im Zentrum Timors. Mit der Den Haag-Konvention vom 1. Oktober 1904 wurde ein Kompromiss geschlossen, bei der Portugal im Austausch für andere Gebiete auf Tahakay verzichtete. Trotzdem kam es weiter zu Zusammenstößen zwischen den Kolonialmächten um diese Grenzregion. Erst nach einem Schiedsspruch des Ständigen Schiedshof in Den Haag von 1914 und mit dem Vertrag von 1916 wurde die Grenze festgelegt, die heute das indonesische Westtimor vom Staat Osttimor trennt.
Heute ist das Gebiet von Tahakay Teil des indonesischen Distrikts (Kecamatan) Südlamaknen (Regierungsbezirk Belu).